# Умеренный порыв
«Умеренный порыв» (нем. Gedämpfter schwung, фр. L'Élan tempéré) — абстрактная картина русского художника Василия Кандинского, написанная в 1944 году и хранящаяся в Национальном центре искусства и культуры Жоржа Помпиду Государственного музея современного искусства в Париже, Франция. Последняя работа Василия Кандинского.

## История
В последние годы жизни Кандинский пережил серьёзные потрясения. Став гражданином Германии, он отказался от всех попыток предъявить авторские права на оставшиеся произведения в Советском Союзе. Приход к власти НСДАП в Веймарской республике, цензура и закрытие Баухауса и клеймение нацистами любого абстрактного искусства как дегенеративного стали болезненным опытом для русского художника. Последние годы его жизни были окружены начавшейся Второй Мировой войной. Жизнь в Париже, тогда оккупированном нацистами, затрудняла художникам получение необходимых материалов, таких как холсты и масляные краски, поскольку материалов, равно как и продовольствия, было мало.
Кандинский нарисовал «Умеренный импульс» на картоне, и это оказалась его последняя работа, прежде чем он умер в том же году от атеросклероза. Будучи гражданином Франции, Кандинский, несмотря на войну, жил спокойной жизнью, рисуя небольшие произведения, для которых использовал всё меньше материалов. Война помешала ему продолжать выставлять и продавать работы, и поэтому успех, которого он добился в России и Германии, не последовал за ним во Франции. Он умер несчастно, так и не увидев того успеха, который имело абстрактное искусство после войны. Кандинский увидел бы, что его работы были куплены на аукционах ведущими музеями мира за рекордные суммы, и, что ещё более важно, он бы знал, что создал новый вид искусства.
После смерти Кандинского работу унаследовала его вдова Нина Кандинская. В 1981 году работа была передана по наследству Центру Жоржа Помпиду, где она находится до сих пор.

## Интерпретации
Загадочное произведение, своего рода «картина-ребус», оно породило множество интерпретаций. Софи Бернар, куратор выставки «Кандинский, парижские годы» (2016), оценивая матовый фиолетовый как обладающий «сладкой меланхолией», вспоминает, что писал о нём художник в книге «Духовность в искусстве»: «Фиолетовый, следовательно, является охлажденным красным в физическом смысле и в психологическом смысле. В результате получается что-то болезненное, вымершее (жующее!), грустное».
У Филиппа Серса оно читается по диагонали снизу справа наверх слева; форма внизу, похожая на микроорганизм, изображает художника с палитрой в руке, на которой изображен всадник (Святой Георгий Победоносец) с копьём (кистью), затем в виде висящего или завесы, полотна, занимающего центральное пространство, и, наконец, вверху слева — «духовного света».
Уилл Громанн в своей работе о Кандинском (1958) пишет, что фиолетовый цвет вызывает «сладкую печаль» и что фигура в левом верхнем углу «подобна ангелу [...], который занимает на картине то же место, что и Ангел в „Жертвоприношении Авраама“ Рембрандта». В статье под названием «Кандинский — Синтез» автор считает, что в этой фигуре ангела следует признать духовный подход художника в конце его жизни.